# Jonathan Esole
 (mars 2018).
Jonathan Mboyo Esole, né (le 24 février 1977) à Kinshasa, est un physicien congolais, spécialiste de la théorie des cordes et par ailleurs très investi dans l'éducation des jeunes et notamment des filles en RDC.
En 2018, il est professeur à l'université du Nord-Est.
Il est lauréat en 2018 du Forum du prochain Einstein.